# Купіагуа (нафтогазове родовище)
Купіагуа (Cupiagua) — колумбійське нафтогазове родовище, що належить до категорії гігантських (більше 500 млн барелів нафтового еквівалента). Розташоване на північний схід від Боготи в департаменті Касанаре. Належить до басейну Л'янес (Llanes).

## Опис
Першу свердловину на майбутньому родовищі Купіагуа — Unete-1 — пробурила в 1973 році колумбійська компанія Ecopetrol. Проте отримані результати не дали можливості говорити про суттєве відкриття. Наприкінці 1980-х за розвідку в районі Л'янес взялась компанія Triton, яка залучила як партнерів провідні нафтогазові корпорації BP і Total. Їх основна увага була звернена на розвідку структури Кузіана, яка не без складнощів призвела до відкриття у 1991 році гігантського родовища. Наступного року після цього успіху заклали свердловину на сусідній структурі Купіагуа, яка після більш ніж року буріння та традиційних для району технічних проблем також досягла успіху.
Як і на Кузіана, поклади вуглеводнів Купіагуа пов'язані з пісковиками трьох формацій — Guadalupe (крейда), Barco (палеоцен) та Mirador (еоцен). Дві старші сформувались на морському мілководді в естуаріях річок, тоді як остання вже в умовах алювіальної рівнини.
В середині 2000-х років геологічні запаси родовища оцінювались у 934 млн барелів нафти та 93 млрд м3 газу (разом з родовищем Південне Купіагуа — 1094 млн барелів та 102 млрд м3). Оцінка виконана компанією Talisman, яка в 2010 році на пару з колумбійською Ecopetrol викупила частку BP в правах на розробку (остання мала потребу в коштах для виплати компенсації через аварію в Мексиканській затоці на платформі Deepwater Horizon).
Видобуток на Купіагуа стартував у 1998 році та дуже швидко досяг пікового рівня у 200 тисяч барелів на день. Проте невдовзі, як і у випадку з сусіднім Кузіана, за цим відбулось стрімке скорочення. Так, станом на 2010 рік добовий рівень становив уже лише 26 тисяч барелів.
На першому етапі весь видобутий газ закачувався назад в резервуар для підтримки пластового тиску, для чого при облаштуванні встановили обладнання з потужністю до 37 млн м3 на добу. Проте із випрацюванням нафтових запасів та зростанням в країні попиту на природний газ перейшли до постачання зовнішнім споживачам. Для цього наприкінці 2012 року тут була введена в експлуатацію установка підготовки газу потужністю майже 6 млн м3 на добу. За перші чотири роки роботи з неї було поставлено у газотранспортну мережу Колумбії 5,7 млрд м3 блакитного палива. 